# Pujilí
Pujilí – miasto w Ekwadorze, w prowincji Cotopaxi, stolica kantonu Pujilí.
Przez miasto przebiega droga krajowa E30.

## Atrakcje turystyczne
- Parroquia Rural La victoria - Park[1].

## Demografia

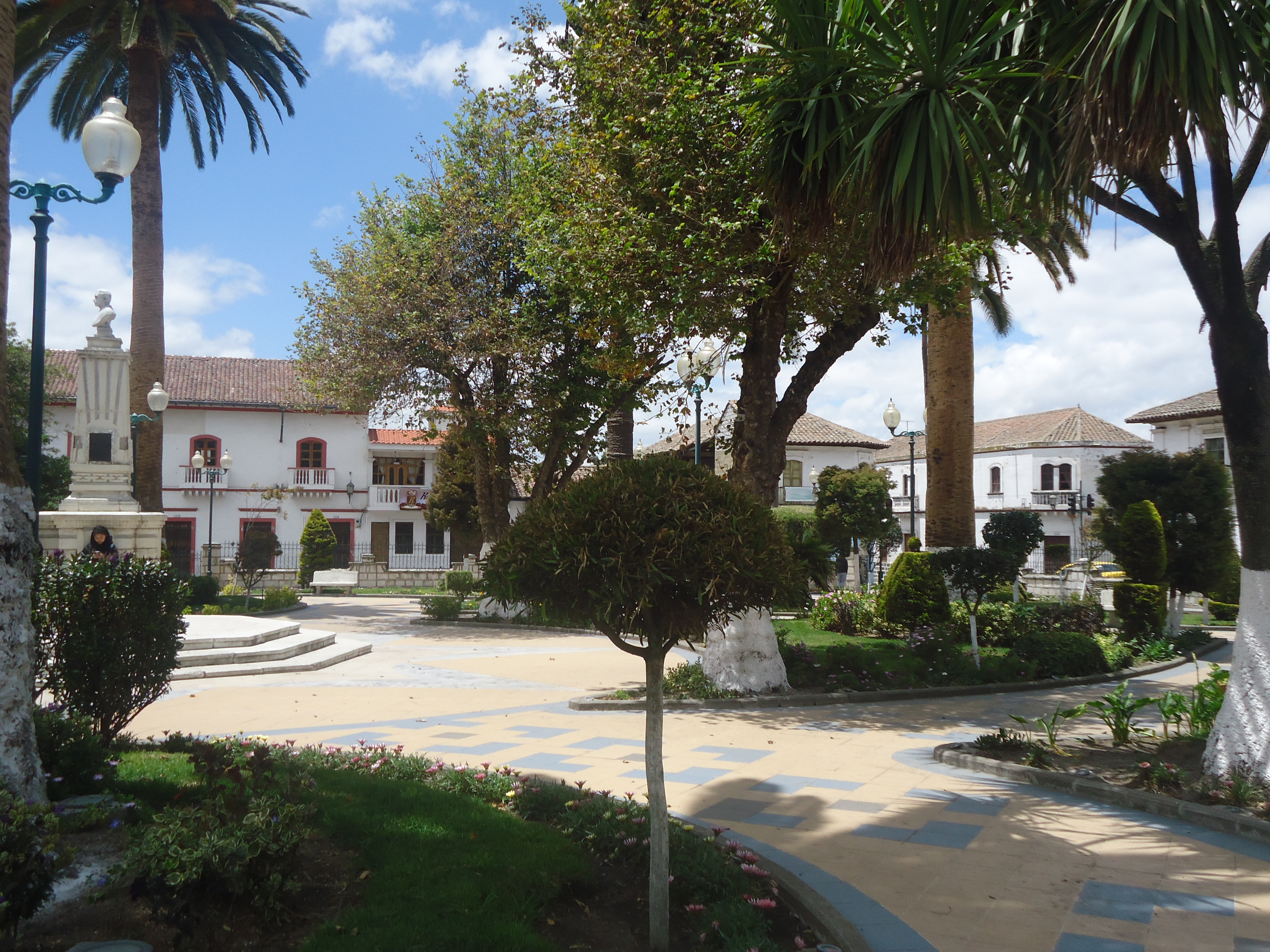
Park Luis Fernando Vivero w Pujilí